# Andrew McNeil
Andrew McNeil (Edimburgo, 19 gennaio 1987) è un ex calciatore scozzese, di ruolo portiere.

## Palmarès

### Club

#### Competizioni nazionali
- Coppa di Lega scozzese: 1

Hibernian: 2006-2007